# バスケットボールメキシコ代表
バスケットボールメキシコ代表（Mexico national Basketball Team）は、メキシコバスケットボール協会により国際大会に派遣されるメキシコのバスケットボールナショナルチームである。

## 歴史
1936年のロンドン五輪で銅メダルを獲得し、以降もしばらくは国際大会の常連であった。
その後、1976年のモントリオール五輪を最後に五輪・世界選手権からは遠ざかっていたが、2013年アメリカ選手権で初優勝を果たし、40年ぶりのワールドカップ（旧世界選手権）切符を掴んだ。W杯本大会は14位に終わった。
2015年アメリカ選手権はホスト国として挑み、4位で終えリオデジャネイロ五輪世界最終予選に駒を進めるが、4位に終わり40年ぶり五輪本大会出場はならなかった。

## 過去の成績

### オリンピックの成績
- 1936年 － 銅メダル
- 1948年 － 4位
- 1952年 － 9-16位
- 1960年 － 12位
- 1964年 － 12位
- 1968年 － 5位
- 1976年 － 10位

### ワールドカップ（旧世界選手権）の成績
- 1959年 － 13位
- 1963年 － 9位
- 1967年 － 8位
- 1974年 － 9位
- 2014年 － 14位

### アメリカ選手権の成績
- 2013年 － 優勝

## 歴代代表選手
- グスタボ・アヨン
- ホルヘ・グティエレス
- ホワン・トスカーノ=アンダーソン
- ポール・ストール
- フランシスコ・クルーズ
- アレックス・ペレス
- ダニエル・アミーゴ

## 歴代ヘッドコーチ
- ビル・カートライト(2014-2015)